# The Arab (1924)
The Arab is een Amerikaanse dramafilm uit 1924 onder regie van Rex Ingram.

## Verhaal
Jamil is een krijger bij de bedoeïenen, die op de vlucht slaat voor de oorlog tussen Syrië en Turkije. In een afgelegen dorp maakt hij kennis met de Amerikaanse dokter Hilbert en zijn dochter Mary, die er samen een weeshuis leiden. Wanneer het dorp wordt aangevallen door de Turken, willen de inwoners hun aanvallers gunstig stemmen door de weeskinderen over te leveren. De bedoeïenen bereiken het dorp en onthullen dat Jamil de zoon is van het pas overleden stamhoofd. Als hun nieuwe leider redt hij de weeskinderen uit de handen van de vijand en wint het hart van Mary.

## Rolverdeling
| Acteur               | Personage           |
| -------------------- | ------------------- |
| Ramón Novarro        | Jamil Abdullah Azam |
| Alice Terry          | Mary Hilbert        |
| Max Maxudian         | Gouverneur          |
| Jean de Limur        | Hossein             |
| Paul Vermoyal        | Iphraim             |
| Adelqui Migliar      | Abdullah            |
| Florica Alexandresco | Oulad Nile          |
| Justa Uribe          | Myrza               |
| Jerrold Robertshaw   | Dokter Hilbert      |
| Paul Franceschi      | Marmount            |
| Giuseppe di Campo    | Selim               |